# Els Rens
Pour les articles homonymes, voir Rens.
Els Rens, née le 19 février 1983 à Houtvenne, est une athlète belge.

## Carrière
Els Rens obtient la médaille d'or du 10 000 mètres aux Championnats de Belgique d'athlétisme 2013 et aux Championnats de Belgique d'athlétisme 2016. Elle remporte le marathon d'Eindhoven en 2016. Elle est 84e du marathon féminin aux Jeux olympiques d'été de 2016.